# Kœnigsmacker
Kœnigsmacker [kœniksmakəʁ] (deutsch Königsmachern, lothringisch Maacher) ist eine französische Gemeinde mit 2.242 Einwohnern (Stand 1. Januar 2022) im Département Moselle in der Region Grand Est (bis 2015 Lothringen).

## Geographie
Die Gemeinde liegt am rechten Ufer der Mosel, gegenüber von Cattenom (Kattenhofen), etwa auf halbem Wege zwischen Thionville (Diedenhofen) und dem Dreiländereck Frankreich – Deutschland – Luxemburg.
An der Mosel befindet sich die Staustufe Kœnigsmacker mit einer Schleuse und einem Laufwasserkraftwerk.
Zur Gemeinde gehört auch das etwas östlich gelegene Dorf Métrich (Metrich).

## Geschichte

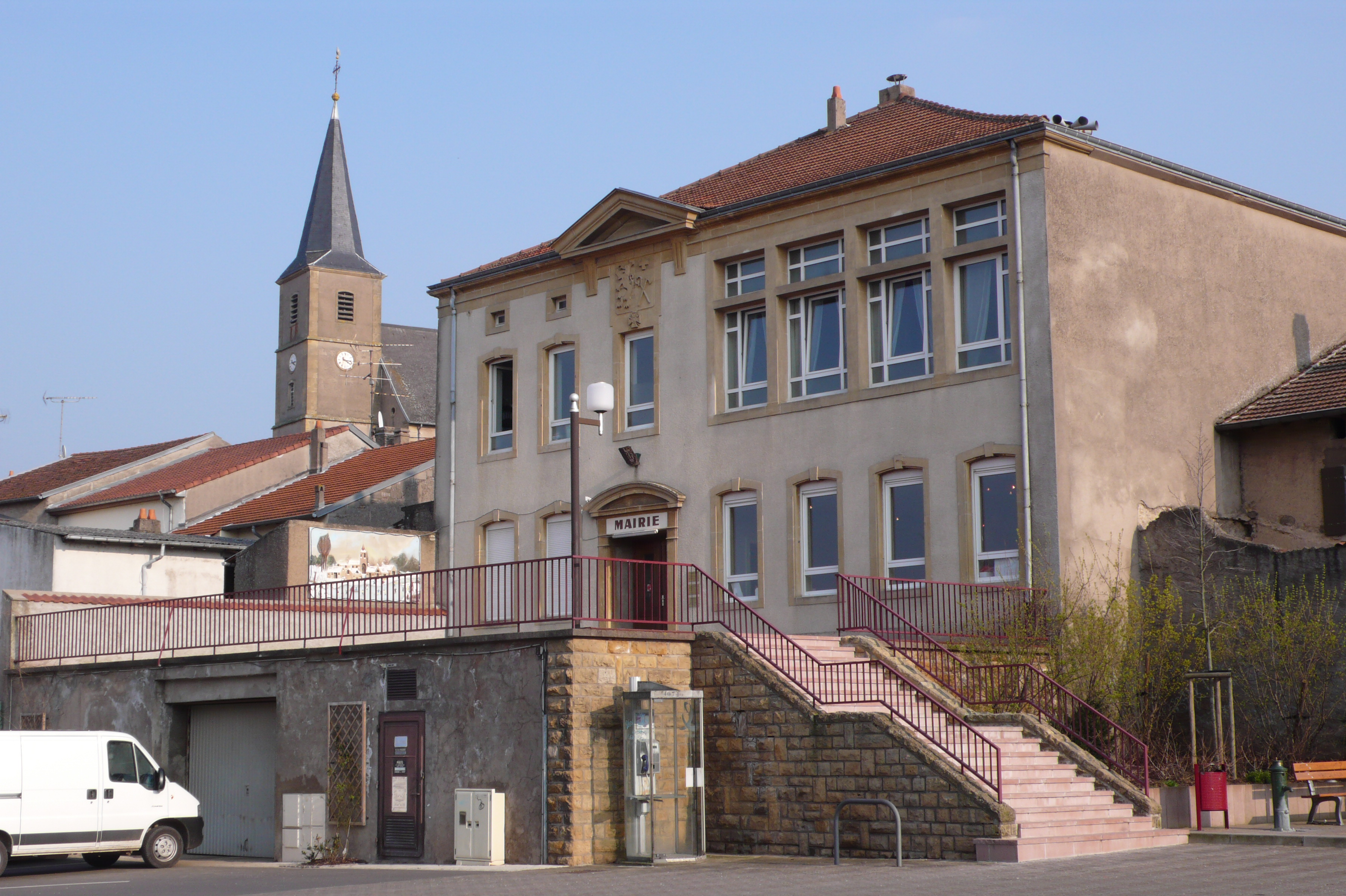
Mairie (Rathaus)

Der Ort hieß im Mittelalter zunächst Machra (1065), dann Makeren (1222), Marmacre (1270), Macra (1354),  Villa de Machre (1370), Regia Machera prope Mosellam, Konismaker (1392), Makre prope Konismaker (1479), Koenigsmacheren (1572), Macheren le Roy (1632), Kainsmaker (1680), Conismacqueur (1701) und Freimachern sowie Freymacker (während der Französischen Revolution). Er ist sehr alt und gehörte zum Bistum Metz.  Ab 1320 ließ Johann von Luxemburg, König von Böhmen, den Ort befestigen und – zur Unterscheidung von Grevemachern – Königsmachern benennen.
Kaiser Heinrich IV. gab den Ort dem Kapitel St. Magdalena in Verdun, 1136 wurde hier der Zwist zwischen den Bischöfen von Trier und Metz und deren Verbündeten ausgefochten, 1209 wurde die Kirche dem Kapitel St. Magdalena unterstellt, und 1221 vertauschte dieses den Ort an die Abtei St. Matthias in Trier.
Nachdem der Ort befestigt worden war, wurde er verpfändet, doch von Herzog Wenzeslaus von Luxemburg aus den Händen von Johann von Distroff wieder zurückgekauft. Auch Villers-Bettnach hatte hier Renten. Die Benediktiner von Trier hatten in Königsmachern eine Piorei, das Gebäude wurde später als Schloss bezeichnet.
Durch die Bestimmungen im Friede von Vincennes kam Sierck "mit seinen dreißig Dörfern" (dabei auch Metrich) 1661 zu Frankreich. Seit 1661 gehört Königsmachern zu Frankreich. Nach der Französischen Revolution hieß der Ort vorübergehend Freymacker.
Durch den Frankfurter Frieden vom 10. Mai 1871 kam die Region an das deutsche Reichsland Elsaß-Lothringen, und das Dorf wurde dem Kreis Diedenhofen-Ost im Bezirk Lothringen zugeordnet. Die Dorfbewohner betrieben Getreide-, Wein- und Ölsaatenanbau sowie Viehzucht. Am Ort gab es drei Mühlen, eine Eisengießerei und eine Ziegelei. Nach dem Ersten Weltkrieg musste die Region aufgrund der Bestimmungen des Versailler Vertrags 1919 an Frankreich abgetreten werden und wurde Teil des Département Moselle. Im Zweiten Weltkrieg war die Region von der deutschen Wehrmacht besetzt.

### Bevölkerungsentwicklung
| Jahr      | 1962 | 1968 | 1975 | 1982 | 1990 | 1999 | 2007 | 2017 |
| --------- | ---- | ---- | ---- | ---- | ---- | ---- | ---- | ---- |
| Einwohner | 1531 | 1439 | 1556 | 1603 | 1722 | 1893 | 2010 | 2244 |

## Sehenswürdigkeiten

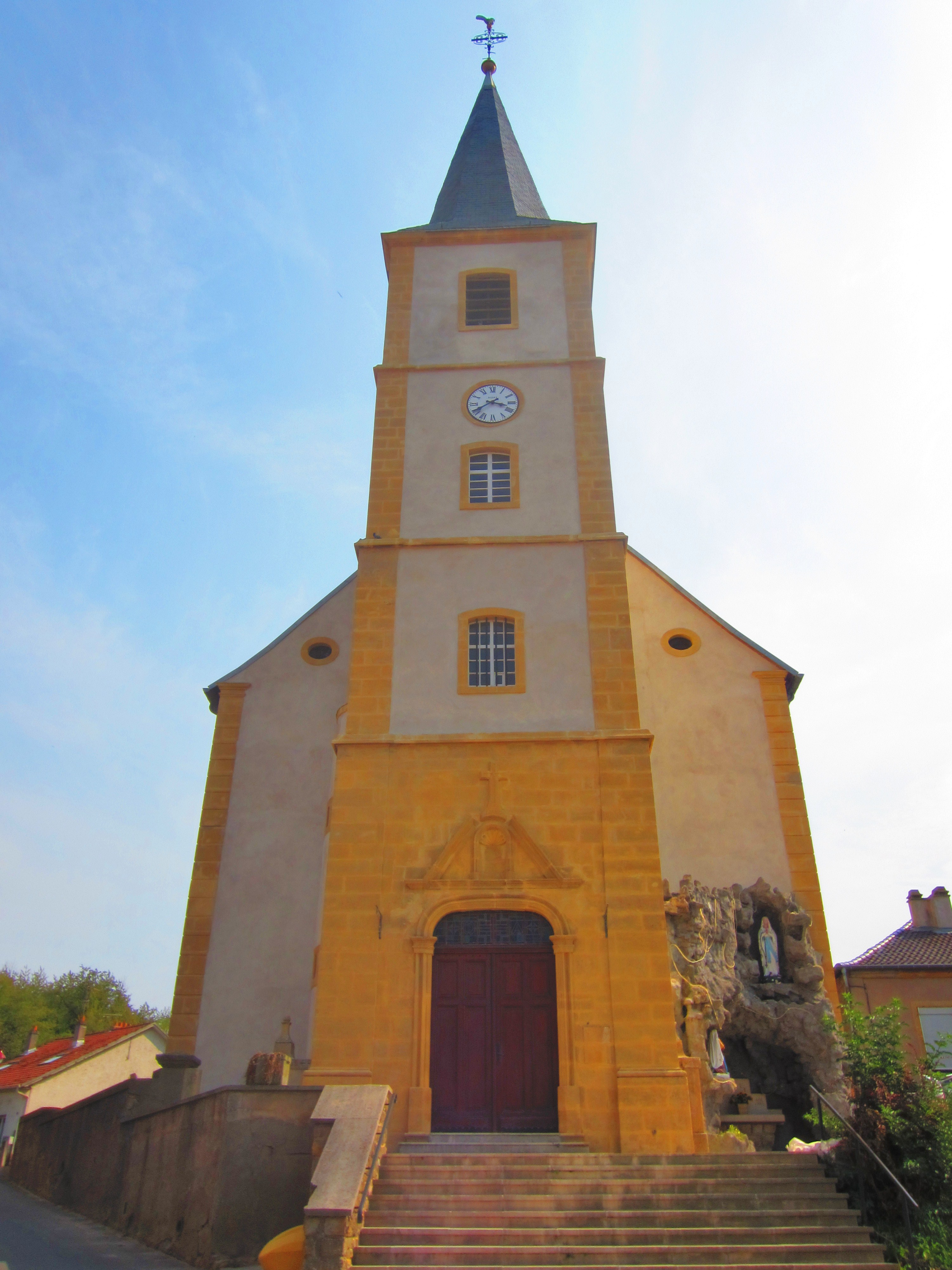
Kirche Saint-Martin
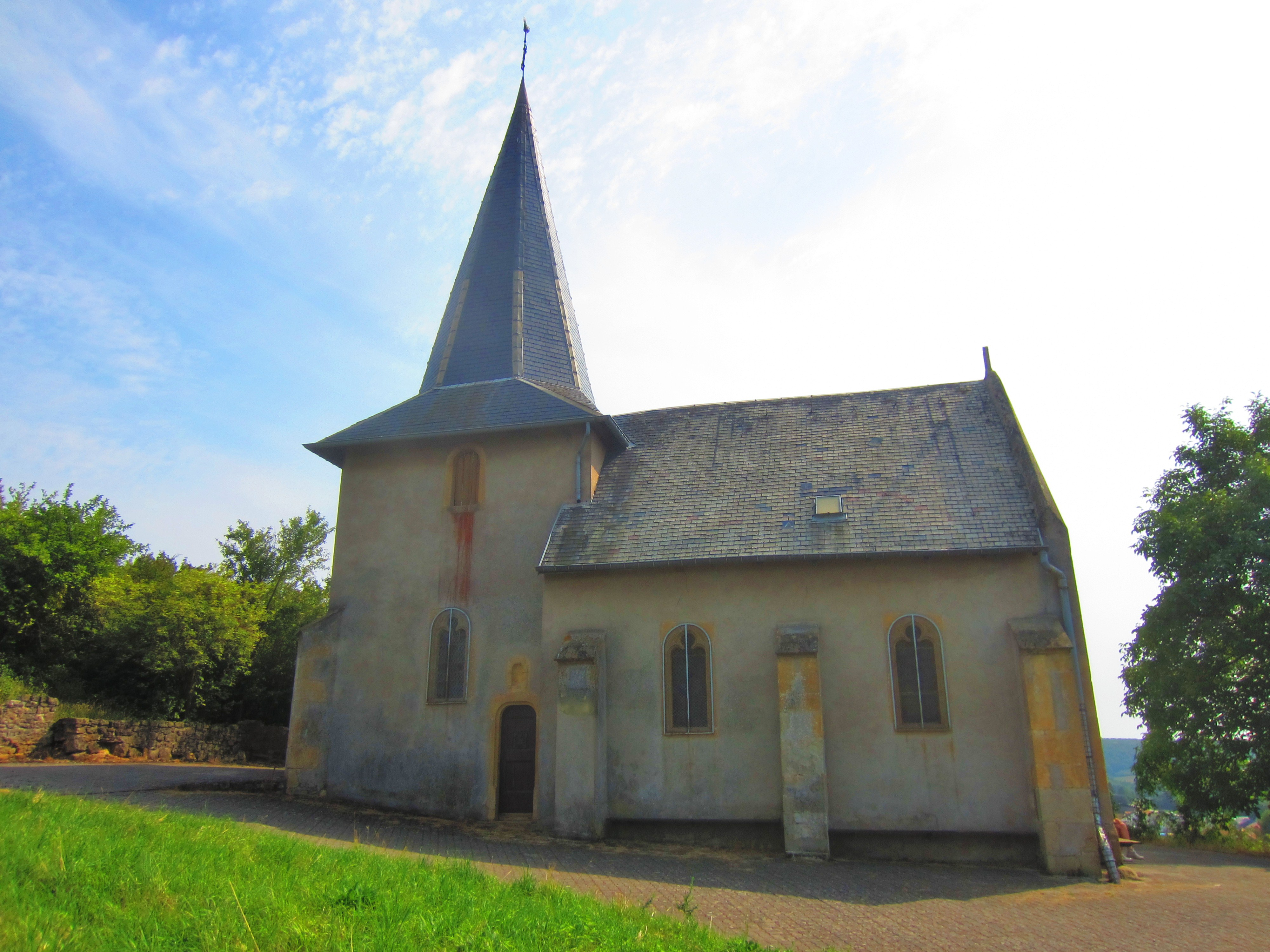
Kapelle Saint-Sébastien-Saint-Roch
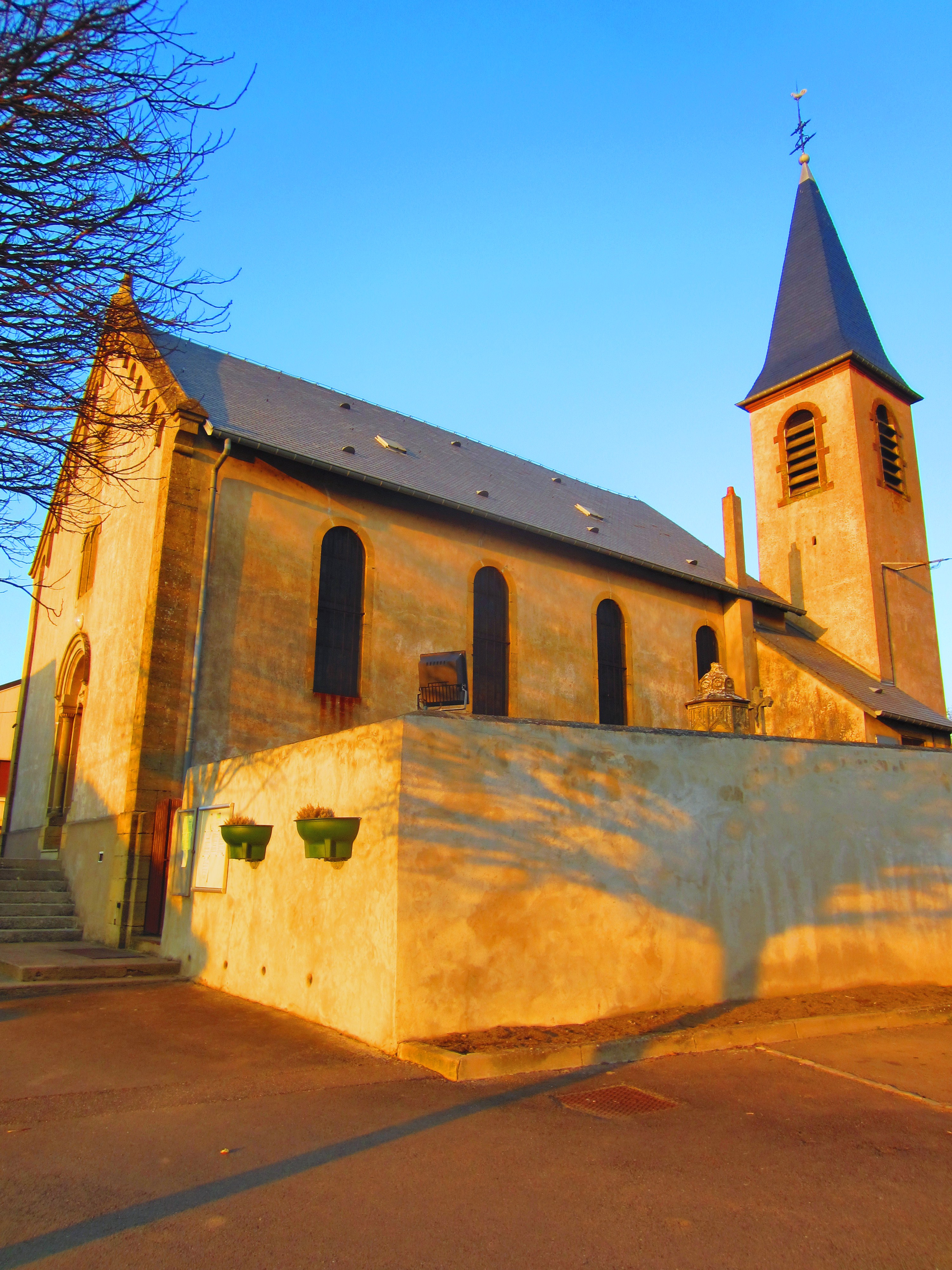
Kapelle Saint-Hubert im Ortsteil Métrich
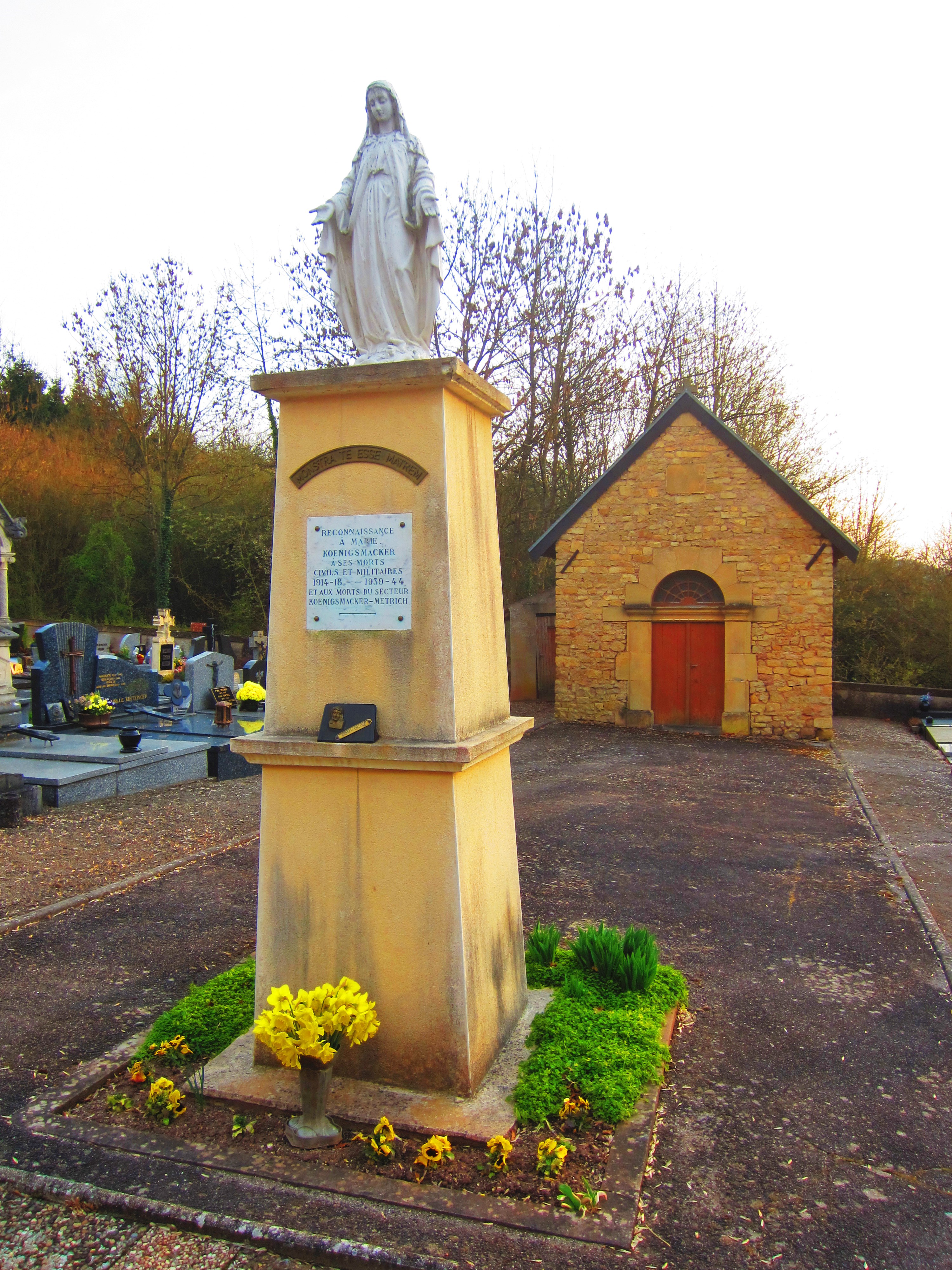
Friedhofskapelle

- Reste einer Römerstraße
- Ehemaliges Schloss, heute Bauernhof
- Festung, erbaut 1908 bis 1914
- Bildstock aus dem 18. Jahrhundert

- Kirche Saint-Martin
- Kapelle Saint-Sébastien-Saint-Roch
- Kapelle Saint-Hubert im Ortsteil Métrich
- Friedhofskapelle